# Satz von Roussarie-Thurston
In der Differentialtopologie ist der Satz von Roussarie-Thurston ein Lehrsatz aus der Theorie der Blätterungen.
Der Satz stammt von Robert Roussarie und William Thurston.

## Aussage
Sei {\displaystyle {\mathcal {F}}} eine straffe Blätterung einer 3-Mannigfaltigkeit {\displaystyle M} und {\displaystyle S\subset M} eine inkompressible Fläche. Dann gibt es eine Isotopie, nach der das Bild von {\displaystyle S} entweder in einem Blatt von {\displaystyle {\mathcal {F}}} liegt oder die tangentialen Berührpunkte mit Blättern von {\displaystyle {\mathcal {F}}} Sattelpunkte sind.

## Anwendungen
Nach der durch den Satz von Roussarie-Thurston gegebenen Isotopie in eine Fläche mit Sattelsingularitäten sei {\displaystyle I_{p}} und {\displaystyle I_{n}} die Anzahl der positiven und negativen Sattelsingularitäten. Dann gelten für die Euler-Charakteristik {\displaystyle \chi (S)} der Fläche und die Euler-Klasse {\displaystyle e(T{\mathcal {F}})} des Tangentialbündels der Blätterung die Gleichungen
{\displaystyle I_{p}+I_{n}=-\chi (S)},
{\displaystyle I_{n}-I_{p}=e(T{\mathcal {F}})\cap \left[S\right]}.
Insbesondere folgt
{\displaystyle \vert e(T{\mathcal {F}})\cap \left[S\right]\vert \leq \Vert \left[S\right]\Vert },
wobei {\displaystyle \Vert \left[S\right]\Vert } die Thurston-Norm der Homologieklasse von {\displaystyle S} bezeichnet.
Für die duale Thurston-Norm der Euler-Klasse einer straffen Blätterung gilt also stets {\displaystyle \Vert e(T{\mathcal {F}})\Vert \leq 1}.